# Andrea Devoto
Andrea Devoto (Firenze, 25 marzo 1927 – Monteloro di Pontassieve, 17 gennaio 1994) è stato uno psichiatra italiano.

## Biografia
Nel 1947, ancora studente, lavorò come operaio per una organizzazione di volontariato dedita alla ricostruzione dei Paesi dell'Europa orientale. In tale esperienza si misurò con i danni provocati dal III Reich, e si mise a lavorare sulla monumentale Bibliografia dell'oppressione nazista, opera che uscì solamente nel 1964 presso l'editore Olschki.

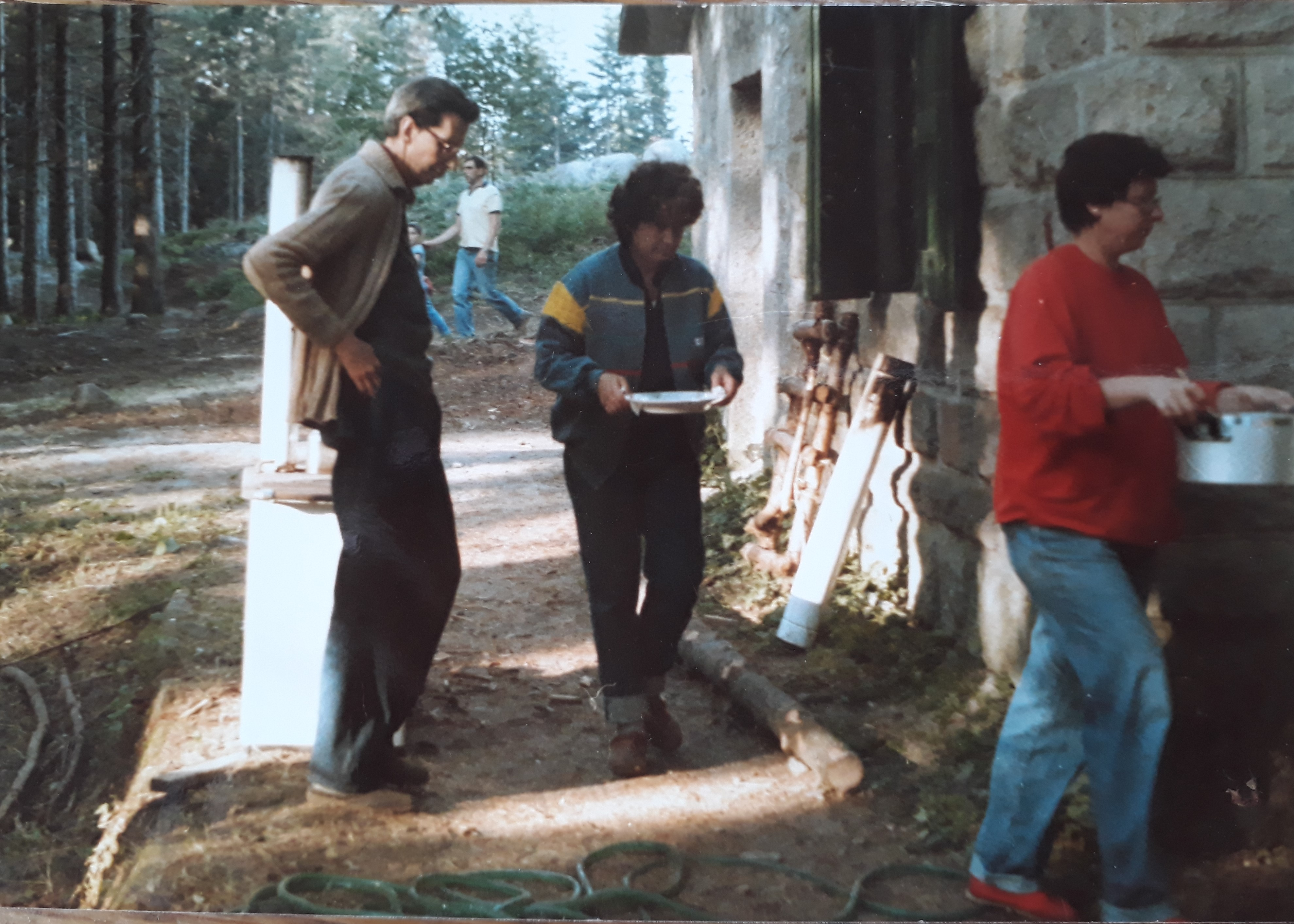
Andrea Devoto durante la sua attività di psichiatra

Lavorò come psichiatra in vari ospedali della Toscana (tra gli altri, fu primario all'ospedale psichiatrico di Maggiano, dove ebbe come collega Mario Tobino). Come psichiatra partecipò a numerosi congressi internazionali e collaborò a riviste specifiche del settore quali la "Rivista di psicologia" e la "Rivista di psicologia sociale", e offrì contributi originali a periodici autorevoli di altre discipline quali gli "Atti e studi dell'Istituto storico della Resistenza in Toscana", l'"Archivio glottologico italiano", gli "Atti e memorie dell'Accademia toscana di scienze e lettere 'La Colombaria'", "Cultura e scuola", i "Rendiconti della classe di scienze morali, storiche e filologiche" dell'Accademia nazionale dei Lincei. Nella prima metà degli anni '80 Devoto lascerà l'istituzione psichiatrica per dedicarsi alla promozione dei gruppi di auto mutuo aiuto, soprattutto per quel che riguarda la lotta alla dipendenza dall'alcoolismo. 

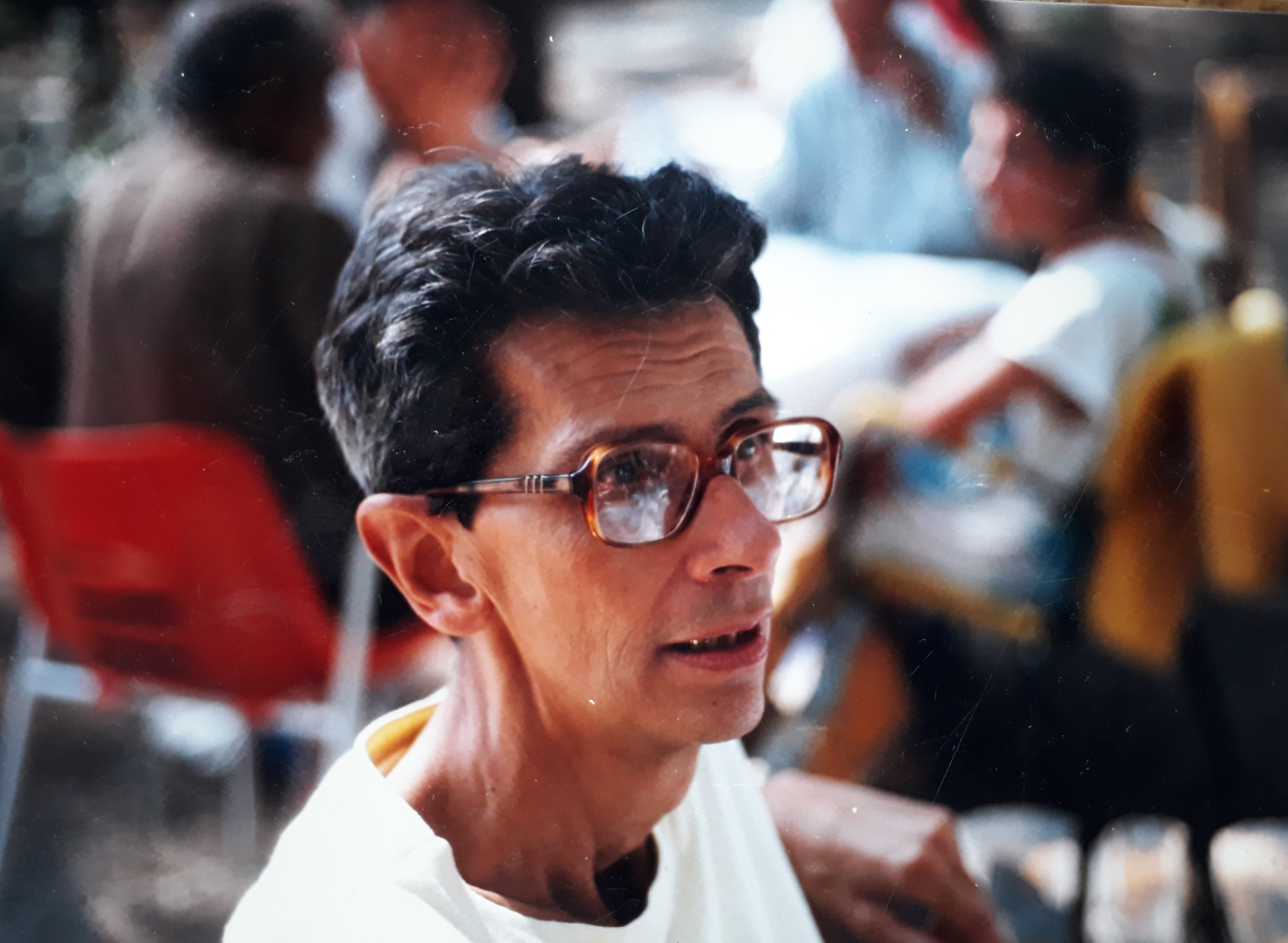
Andrea Devoto

Dopo la sua morte è stata costituita una Fondazione, che si sforza di portare avanti il suo lavoro.

## Opere principali
- La tirannia psicologica: studio di psicologia politica, Firenze, Sansoni, 1950.
- L'espressione desiderativa: studi ed esperienze, Firenze, Leo S. Olschki, 1957.
- Saggio sulla psicologia contemporanea, Firenze, Leo S. Olschki, 1958.
- I precedenti psicologici dello schizofrenico, Firenze, Leo S. Olschki, 1960.
- La violenza nei lager: analisi psicologica di uno strumento politico, con Massimo Martini, prefazione di Sandro Pertini, Milano, FrancoAngeli, 1981.
- Il comportamento umano in condizioni estreme: lo psicologo sociale e il lager nazista, con prefazione di Leo Valiani, Milano, FrancoAngeli, 1985.

## Archivio e biblioteca
La Biblioteca di Scienze sociali dell'Università degli studi di Firenze conserva il Fondo Andrea Devoto, comprendente una raccolta libraria (monografie e miscellanee) e un archivio: entrambi testimoniano l'interesse dello studioso per i temi connessi  ai campi di concentramento. L'archivio contiene trascrizioni dattiloscritte delle interviste ai superstiti deportati toscani nei campi di concentramento nazisti e documenti relativi a questi temi (atti di convegni, pubblicazioni a stampa, appunti e dattiloscritti, ritagli di giornale, fotocopie e altri materiali).
Per un primo approccio all'archivio e alle sue tematiche, si veda il video realizzato dalla Biblioteca di scienze sociali e da Vincenzo Natile: "Andrea Devoto e i campi di sterminio"